# Simca-Gordini T11
Chronologie des modèles (1947 - 1953)
Simca-Gordini T15 Gordini T16
La Simca-Gordini T11, également connue sous le nom de Gordini Type 11, est une monoplace de course à roues ouvertes, conçue, développée et construite par le constructeur français Simca-Gordini, pour courir en Formule 1. Elle est produite entre 1946 et 1953,.